# カトリーヌ・ラコスト
カトリーヌ・ラコスト（Catherine Lacoste, 1945年6月27日 - ）は、フランス・パリ出身の女子ゴルファー。彼女の父親は、著名なテニス選手で、後に「ラコステ」ブランドを創業したジャン・ルネ・ラコスト、母親はゴルファーのシモーヌ・ティオン・ド・ラ・ショームである。全米女子オープンゴルフにアマチュア選手として優勝した唯一の選手であり（1967年）、この時は3度目のプロ大会出場であった。1969年にはLGU主催の全英アマチュア選手権とUSGA主催の全米アマチュア選手権を制覇した。

## チーム代表歴
- エスピリトサントトロフィー (フランス代表): 1964 (優勝), 1966, 1968, 1970, 1974, 1976, 1978